# 정림건축종합건축사사무소
정림건축종합건축사사무소는 1967년 건축설계 전문회사로 출발한 대한민국의 건축설계 회사이다. 건축설계, 감리 등 건축설계 및 관련 서비스업을 주요사업으로 하고 있으며, 약 5,000개 이상의 프로젝트를 수행하였다.

## 연혁
- 1967.06 정림건축연구소 설립
- 1970.02 서울특별시 중구 북창동 삼옥빌딩으로 이전
- 1971.02 정림건축으로 개칭
- 1975.12 종로구 연건동 구사옥 신축 이전
- 1980.02 사우디아라비아 지사 설립
- 1982.12 한국해외기술개발공사(KCI) 가입
- 1984 국내 최초 CAD 시스템 도입
- 1987 국내 최초 표준 디테일 ‘건축상세’ 발간
- 1989.10 건축시공감리전문회사 등록
- 1990.08 해외건설업 등록
- 1991.05 INTERIOR (의장업) 등록
- 1993.02 ㈜까치종합건축사사무소 등록
- 1993.05 사보 ‘대청마루’ 발간
- 1998.08 정림건축 연건동 신사옥 완공
- 1999.09 뉴욕 지사 설립
- 2002.12 정림건축 연감집 제작
- 2007.09 두바이 지사 설립
- 2008.05 기술력 확보를 위한 미래디자인그룹 신설 (BIM, NUDL 등)
- 2009.06 중국 심양 현지법인 ‘정림건축설계유한공사’ 설립
- 2009.06 미션, 비전, 핵심가치(MISSION, VISION, CORE VALUE) 선포
- 2011.04 정림건축문화재단 설립
- 2011.07 베트남 호치민 현지법인 설립
- 2012.02 전문 설계업 1종 등록
- 2017.06 정림건축 창립 50주년[2]
- 2017.09 UIA 2017세계건축대회 정림건축 ‘일상감각’ 전시
- 2019.06 중구 세종대로 해남2빌딩으로 본사 이전[3]

## 주요 프로젝트

### 대한민국
- 대광고등학교 강당
- 서울대학교 본관
- 한국외환은행 본점
- 무역센터
- 이화여자대학교
- 청와대 본관, 춘추관
- 인천국제공항 여객터미널
- 국립중앙박물관
- 서울월드컵경기장
- 한국국제전시장(KINTEX)
- 청계천 문화관
- 국립디지털도서관
- 대한민국역사박물관
- 코엑스몰 리모델링
- 스타필드 하남
- 이화여자대학교 마곡의료원

### 대한민국 외
- 아프리카 리비아 트리폴리 JW메리어트호텔
- 중국 롯데월드 선양 백화점 / 영화관
- 아프리타 콩고민주공화국 국립박물관
- 중국 연변농심 백두산내두천 백산수공장
- 베트남 롯데센터 하노이
- 폴란드 만도 공장
- 중국 STX 대련 조선해양 생산기지 본관동
- 리비아 트리폴리 JW메리어트 호텔

## 주요 수상
- 2019 한국리모델링 건축대전 대상(국토교통부 장관상): 대구은행 본점 리모델링[4]
- 2019 한국건축문화대상 우수상: 이대서울병원, 이화여자대학교 의과대학
- 2018 한국리모델링 건축대전 대상: 신영증권 본관 리모델링
- 2018 한국건축문화대상 우수상: 라베니체 마치 에비뉴
- 2017 제40회 한국건축가협회상 BEST7: 아모레퍼시픽 뷰티 제2사업장
- 2017 제25회 한국건축문화대상 대상: 현대해상 하이비전센터
- 2017 대한민국 녹색건축대전 대상: 삼양디스커버리센터
- 2013 제22회 한국건축문화대상 국무총리상: 대한민국역사박물관
- 2012 제1회 대한민국녹색건축대전 우수상: 국립 디지털 도서관
- 2010 서울시건축상 대상: 타임스퀘어
- 2008 에너지효율건축대상: 국립중앙박물관
- 2007 건축가협회상 Best7: 이응노 미술관
- 2006 한국건축문화대상 대상: 청계천 문화관
- 2006 경기도건축문화상 대상: 할렐루야 교회
- 2006 서울사랑시민상 대상: 국립중앙박물관
- 2002 서울시건축상 금상: 월드컵주경기장
- 2000 한국건축가협회상 대통령표창: 인천국제공항